# Моргунов, Роман Николаевич
Роман Николаевич Моргунов (8 ноября 1970 — 10 февраля 2020) — советский и киргизский футболист, нападающий. Выступал за сборную Кыргызстана.

## Биография
Воспитанник футбольных секций города Кара-Балта и фрунзенского РУОР. Проходил военную службу в спортроте.
В соревнованиях мастеров дебютировал в 1990 году в клубе «Достук» (Сокулук), являвшимся фактически фарм-клубом «Алги», в его составе провёл два сезона во второй низшей лиге СССР. В 1991 году также сыграл 4 матча за «Алгу» во второй лиге.
После распада СССР вернулся в Кара-Балту и стал выступать за местный клуб в высшей лиге Кыргызстана, клуб в этот период носил названия «КВТ-Химик», «КВТ-Динамо», «Бакай», «Жайыл-Баатыр». Провёл в команде более 10 сезонов и сыграл более 200 матчей в высшей лиге.
В апреле 1994 года выступал в составе сборной Кыргызстана на Кубке Центральной Азии в Ташкенте. Дебютный матч сыграл 13 апреля 1994 года против Туркменистана, а всего принял участие в двух играх.
После окончания игровой карьеры работал детским тренером по футболу и мини-футболу в Кара-Балте, входил в тренерский штаб городской взрослой команды. Имел тренерскую лицензию «А».
Скончался 10 февраля 2020 года на 50-м году жизни.